# Hoa hậu Nam Tư
Hoa hậu Nam Tư (tên mới Hoa hậu Serbia và Montenegro từ năm 2003 đến năm 2006) là cuộc thi sắc đẹp quốc gia của Serbia và Montenegro (FR Nam Tư) được tổ chức từ năm 1991 đến năm 2006, được tổ chức bởi công ty, "Miss YU". Năm 2006, hai quốc gia bắt đầu tổ chức các cuộc thi sắc đẹp riêng biệt, Hoa hậu Montenegro và Hoa hậu Serbia.

## Danh sách Hoa hậu

### Hoa hậu Nam Tư
| Năm  | Hoa hậu                        |
| ---- | ------------------------------ |
| 1927 | Štefica Vidačić                |
| 1928 | Sonja Hernej                   |
| 1929 | Stanislava Matijević           |
| 1930 | Štefka Ceca Stephanie Drobnjak |
| 1931 | Katarina Katica Urban          |
| 1932 | Olga Đurić (Gjurić)            |
| 1933 | Dragica Ugarković              |
| 1938 | Olga Dinjaski                  |
| 1966 | Nikica Marinović               |
| 1967 | Aleksandra Mandić              |
| 1968 | Ivona Puhiera                  |
| 1969 | Radmila Živković               |
| 1970 | Tereza Đelmiš                  |
| 1971 | Zlata Petković                 |
| 1972 | Biljana Ristić                 |
| 1973 | Atina Golubova                 |
| 1974 | Jadranka Banjac                |
| 1975 | Lidija Velkovska               |
| 1976 | Slavica Stefanović             |
| 1977 | Svetlana Višnjić               |
| 1978 | Ljiljana Djogović              |
| 1979 | ?                              |
| 1980 | Zorica Pesek                   |
| 1981 | not held                       |
| 1982 | Ana Sasso                      |
| 1983 | Bernarda Marovt                |
| 1984 | Dinka Delić                    |
| 1985 | Aleksandra Kosanović           |
| 1986 | Maja Kučić                     |
| 1987 | Matilda Sazdova                |
| 1988 | Suzana Žunić                   |
| 1989 | Aleksandra Dobraš              |
| 1990 | Ivona Brnelić                  |
| 1991 | Slavica Tripunović             |
| 1994 | Andrijana Dabetić              |
| 1996 | Slavica Krivokuća              |
| 1997 | Tamara Saponjić                |
| 1998 | Jelena Trninić                 |
| 1999 | Ana Karić                      |
| 2000 | Iva Milivojević                |
| 2001 | Ana Janković                   |
| 2002 | Ana Šargić                     |

### Hoa hậu Serbia và Montenegro
| Năm  | Hoa hậu Serbia và Montenegro |
| ---- | ---------------------------- |
| 2003 | Bojana Vujadinovic           |
| 2004 | Jelena Pejić                 |
| 2005 | Dina Džanković               |
| 2006 | Vedrana Grbović              |